# Lasioglossum chanyomae
Lasioglossum chanyomae är en biart som först beskrevs av Blüthgen 1931.  Lasioglossum chanyomae ingår i släktet smalbin, och familjen vägbin. Inga underarter finns listade i Catalogue of Life.